# 北条宗泰
北条 宗泰（ほうじょう むねやす、生年未詳 - 嘉元3年（1305年）?）は、鎌倉時代後期の北条氏の一門。大仏 宗泰（おさらぎ むねやす）とも。通称は六郎。従五位下、民部少輔、土佐守。
大仏流北条宣時の子。のちに鎌倉幕府第11代執権となった北条宗宣が大仏流の家督を継いでいることからその弟であったとみられる。また、｢宗｣の字が元服時に得宗家当主の北条時宗より偏諱を賜ったものとみられることから、同じく宣時の子で、1284年から得宗家当主の貞時（時宗の子）より1字を受けたとみられる貞房や貞宣よりは年長（すなわち兄）であり、従って生誕年も正元元年（1259年、宗宣生誕年）から文永9年（1272年、貞房生誕年）の間であったと推定される。
宗宣や貞房ほどの目立った活動は見られないが、兄弟と同様、引付衆および引付頭人、評定衆（1298年-1305年）、遠江・佐渡両国の守護を務めたと伝わる。これらの職務は嘉元3年（1305年）の段階で一斉に辞任しており、この年には隠居もしくは死去したものと考えられる。「入来院家所蔵平氏系図」の宗泰の傍注には「嘉元三他□」という、嘉元3年に他界（死去）したことを暗示する記載が見られる。
子に貞直、宣政がおり、この両者および貞直の子・顕秀は、鎌倉幕府滅亡時（東勝寺合戦）において揃って戦死した。